# Cybianthus nemophilus
Cybianthus nemophilus là một loài thực vật có hoa trong họ Anh thảo. Loài này được Pittier mô tả khoa học đầu tiên năm 1938.